# Richard Kind
Richard Bruce Kind (Trenton, 22. studenoga 1956.), američki je glumac.

## Vanjske poveznice
- Richard Kind na IMDB-u